# EMANON
「EMANON」（エマノン）は、サザンオールスターズの楽曲。自身の18作目のシングルとして、タイシタレーベルから7インチレコードで1983年7月5日に発売された。
1988年6月25日と1998年2月11日に8cmCDとして、2005年6月25日には12cmCDで再発売されている。2014年12月17日からはダウンロード配信、2019年12月20日からはストリーミング配信が開始されている。

## 背景・リリース
前作「ボディ・スペシャル II (BODY SPECIAL)」から4か月ぶりとなる作品で6枚目アルバム『綺麗』と同日発売。
1983年6月にビクター音楽産業（現・JVCケンウッド・ビクターエンタテインメント）からサザン専用レーベルであるタイシタレーベルを設立。前作までの Invitationではなく、タイシタレーベルからの発売になり、ジャケットにもタイシタレーベルのタイマークが記載されている。

## チャート成績
本作の累計売上は7.4万枚（オリコン調べ）を記録している。

## 評価
雑誌『レコード・コレクターズ』2020年7月号の特集「シティ・ポップの名曲ベスト100 1980-1989」において、「EMANON」は20位に選出。選評にて松永良平は「サザン史上随一のアーバン・メロウとして知られるこの曲。桑田佳祐のアル・ジャロウ好きが濃厚に出たともいえる曲だが、単にアーバンというより、急に温度が下がった夏の日みたいなこの曲が「チャコの海岸物語」の大ヒット以降の絶好調な流れのなか突然シングルで出たという、あのリアルタイムな時系列も衝撃だった。1980年の「涙のアベニュー」以降など、桑田佳祐に時折訪れる“思春期”にはこういう隠れた名曲が生まれる」と書いている。

## 収録曲
- 収録時間：6:40[7]

1. EMANON (3:43)
（作詞・作曲：桑田佳祐 / 編曲：サザンオールスターズ / 弦管編曲：八木正生）
大人の恋模様を描いた作品。
2. ALLSTARS' JUNGO (2:57)
（作詞・作曲：桑田佳祐 / 編曲：サザンオールスターズ）
テクノサウンドにアフリカンリズムを取り入れた作品。
アルバム『綺麗』には、シングルバージョンのほか、1分に満たないインスト曲として編集されたバージョンも収録されている。

## 参加ミュージシャン
- 桑田佳祐:Vocal(#1,2)
- 大森隆志:Guitar, Chorus(#1,2)
- 原由子:Keyboards, Chorus(#1,2)
- 関口和之:Bass, Chorus(#1,2)
- 松田弘:Drums, Chorus(#1,2)
- 野沢秀行:Percussion, Chorus(#1,2)

- EMANON
  - 玉野嘉久グループ:Strings
  - 兼崎順一:Trumpet
  - 武田和三:Trumpet
  - 清水靖晃:Sax
  - 早川隆章:Trombone
  - EVE:Chorus

## 収録アルバム
| 曲名            | 作品名                           | 備考                                     |
| --------------- | -------------------------------- | ---------------------------------------- |
| EMANON          | 綺麗                             |                                          |
| EMANON          | 原由子 with サザンオールスターズ | カセットテープでの販売のため、現在は廃盤 |
| EMANON          | BALLADE 2 '83〜'86               |                                          |
| EMANON          | HAPPY!                           | 数量限定商品のため、現在は廃盤           |
| ALLSTARS' JUNGO | 綺麗                             |                                          |

## ミュージック・ビデオ収録作品
| 曲名            | 作品名 |
| --------------- | ------ |
| EMANON          | 未収録 |
| ALLSTARS' JUNGO | 未収録 |

## ライブ映像作品
| 曲名            | 作品名                                       |
| --------------- | -------------------------------------------- |
| EMANON          | 未収録                                       |
| ALLSTARS' JUNGO | シークレットライブ'99 SAS 事件簿 in 歌舞伎町 |